# Reconquesta Tudor d'Irlanda

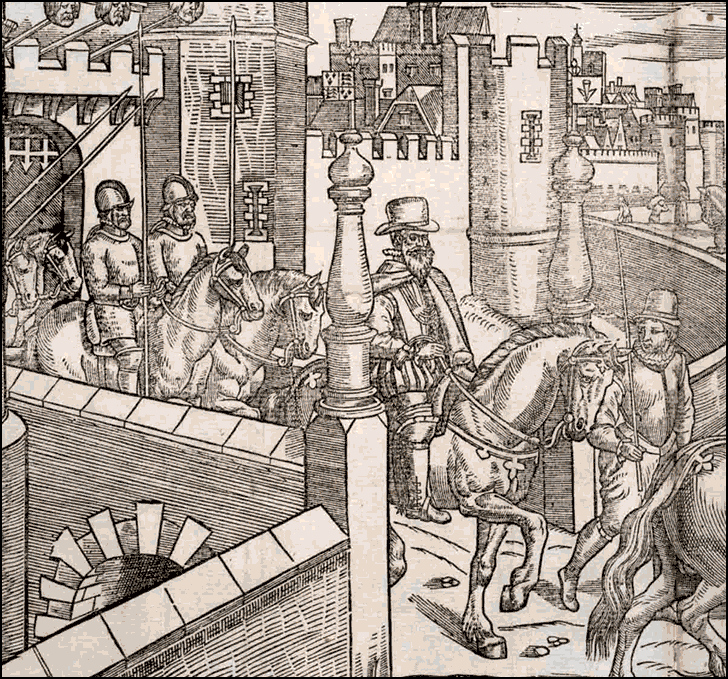
Henry Sidney, lord diputat d'Irlanda durant el regnat d'Elisabet I, sortint del Castell de Dublín. Detall d'una il·lustració titulada The Image of Irelande, per John Derrick. (Londres, 1581).

La reconquesta Tudor d'Irlanda va ser realitzada per la dinastia Tudor durant el segle xvi. Després de la fallida rebel·lió contra la corona encapçalada per la família FitzGerald (Geraldines) en 1530, Enric VIII va ser proclamat rei d'Irlanda pel Parlament irlandès, amb l'objectiu de restaurar l'autoritat central que s'havia perdut durant els dos-cents anys anteriors.
Aquest període es va perllongar durant 60 anys, alternant fases de negociació amb autèntiques campanyes militars, fins a 1603, any en el qual que, finalment, el país sencer va ser controlat per Jaume I, i el seu consell privat a Dublín. La «Fugida dels Comtes» de 1607 va contribuir encara més a reforçar el domini anglès.
El desig de la corona d'imposar al poble irlandès les lleis, llengua i costums anglesos, juntament amb la reforma protestant va complicar notablement la tasca. L'Imperi Espanyol va intervenir en nombroses ocasions durant la Guerra angloespanyola de 1585-1604, i els irlandesos es van trobar freqüentment atrapats entre el seu deure obediència al Papa i la seva lleialtat al monarca d'Anglaterra i Irlanda.
Després de la conquesta, la Irlanda gaèlica va quedar totalment destruïda i els espanyols van abandonar els seus plans d'intervenció directa, la qual cosa va permetre l'assentament massiu de colons anglesos, escocesos, i gal·lesos en el que s'ha conegut com a colonització de l'Ulster.

## Irlanda en 1500

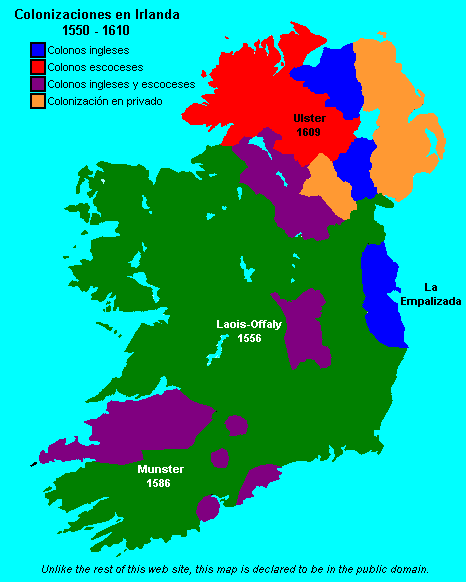
Mapa de les colonitzacions d'Irlanda 1500-1600

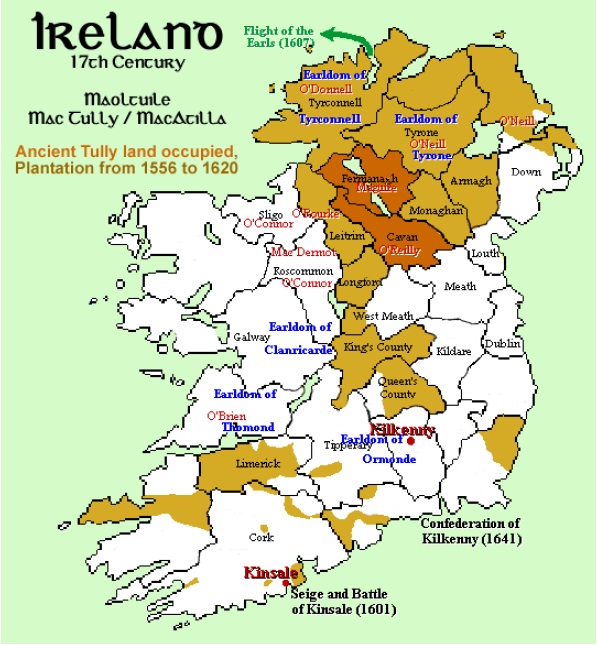
Mapa de les rebel·lions d'Irlanda

En 1500, la configuració territorial d'Irlanda mostrava encara petjades de la incompleta invasió normanda, iniciada pels barons cambro-normands en el segle xii i continuada per Enric II, Comte d'Anjou, Duc de Normandia, i rei d'Anglaterra entre 1154 i 1189. Molts nadius havien estat expulsats dels seus territoris, sobretot en l'est i sud-est del país, i havien estat reemplaçats per camperols i treballadors anglesos. En la costa est, l'àrea situada entre els muntanyes Wicklow al sud i Dundalk al nord (que incloïa part dels moderns comtats de Dublín, Meath, Westmearh, Kildare, Offaly, Laois i Kilkenny), va rebre el nom de «la Palissada». Protegida per fossats i muralles, la Palissada era l'única zona de l'illa en què la cultura i l'idioma anglès havien arrelat de forma significativa i el govern, situat a l'antiga ciutat escandinava de Dublín, aplicava la llei anglesa.
Fos de la Palissada, l'autoritat del govern de Dublín era feble. Els barons Hiberno-Normands i els seus descendents havien constituït feus, però no havien usat colons anglesos com a arrendataris. Com a resultat, durant els segles xiv i xv, amb les primeres rebel·lions irlandeses, la invasió escocesa, els brots de pesta negra i la falta d'interès per part del govern de Londres, molts dels territoris ocupats durant la invasió normanda havien tornat al control dels lords irlandesos. Fins i tot en alguns territoris controlats per les grans dinasties d'anglesos vells dels Butler, els Fitzgerald i els Burke, els governants havien aconseguit una independència efectiva, amb exèrcits propis, exercint les seves pròpies lleis i adoptant l'idioma i la cultura gaèlica-irlandesa.
Després de l'ostracisme al que havien estat relegats durant les etapes inicials de la conquesta, els irlandesos van poder gaudir d'alguna cosa semblant a un renaixement als segles xiv i xv. Considerables extensions de terreny ocupades pels anglesos, van ser abandonades o envaïdes novament pels irlandesos, particularment en el nord i en el centre de l'illa. Entre les milers de dinasties irlandeses, destaquen especialment els O'Neill de Tyrone (Uí Néill) al centre d'Ulster -flanquejats a l'oest pels O'Donell de Tyrconnell-, els O'Byrne i O'Toole al Comtat de Wicklow, els Kavanagh en el Comtat de Wexford, els MacCarthy i els O'Sullivan en els de  Cork i Kerry i finalment el senyoriu O Briain de Thomond en el Comtat de Clare.
La majoria d'irlandesos gaèlics es mantenia al marge de la jurisdicció anglesa, parlaven gaèlic irlandès i vivien segons el seu propi sistema social, costums i lleis. Els anglesos se'n referien com a «els enemics irlandesos de la seva majestat». En termes legals, mai havien estat admesos com a súbdits de la corona, a pesar que Irlanda no era formalment un regne sinó un senyoriu, títol que era assumit pel monarca anglès en el moment de la seva coronació. L'auge de la influència gaèlica va donar lloc a la promulgació dels Estatuts de Kilkenny en 1366, els quals van tractar en va de prohibir moltes de les pràctiques socials que s'havien desenvolupat ràpidament com l'exogàmia, l'ús del gaèlic irlandès i la vestimenta irlandesa. En el segle XV el govern de Dublín va ser incapaç d'exercir cap mena de pressió fora de la Palissada, afeblit a causa de la Guerra de les Dues Roses.

## Enric VIII
Fins a l'any 1500, els monarques anglesos havien delegat el govern d'Irlanda en la poderosa dinastia hiberno-normanda dels Fitzgerald de Kildare, tractant de reduir al mínim el cost administratiu de governar el territori irlandès i protegir la Palissada. El lord diputat del rei era el cap de l'administració i tenia la seva seu al Castell de Dublín, que mancava de cort formal i tenia un compte limitat per a despeses públiques. En 1495, durant un parlament convocat pel Lord Diputat sir Edward Poynings es va aprovar la coneguda com Llei de Poynings que imposava l'estatut legal anglès sobre tota Irlanda, subordinant d'aquesta forma el parlament irlandès a l'anglès.
Fins a 1531, els FitzGerald de Kildare van ostentar el càrrec de Lord Diputat de forma continuada. No obstant això, el suport prestat pels Kildare a la causa de la Casa de York, durant la Guerra de les Dues Roses, i la signatura de tractats privats amb les potències estrangeres, van portar a la corona a atorgar el títol de Lord Diputat als seus principals rivals, els Butlers d'Ormonde, la qual cosa va motivar la rebel·lió immediata dels FitzGerald. Enric VIII d'Anglaterra va executar al capitost de la revolta Thomas FitzGerald, conegut com a Silken Thomas Fitzgerald, al costat d'alguns dels seus oncles i va empresonar Gearoid Og, cap de la família. El rei es va veure obligat a buscar un substitut per tractar de mantenir la pau a Irlanda, protegint la Palissada i cobrint el vulnerable flanc oest d'Anglaterra davant una potencial invasió estrangera.
Amb l'ajuda de Thomas Cromwell, el rei va dur a terme a Irlanda una política coneguda com de rendició i reconcessió. Aquesta nova política estenia la protecció real a tota la classe dirigent irlandesa sense discriminacions d'ètnia; a canvi, tots els habitants d'Irlanda haurien d'obeir les lleis del govern central i tots els caps irlandesos haurien de sotmetre's oficialment a la corona, després del que rebrien per Reial decret els títols de propietat de les seves terres. La pedra angular de la reforma va ser un estatut aprovat pel parlament irlandès en 1541, que establia la transformació en regne del Senyoriu d'Irlanda. En el fons, la intenció era atreure a les elits governants a Irlanda a l'entorn de la corona, garantint la seva fidelitat als Tudor; per a això, es van concedir a aquestes elits títols anglesos i es va admetre, per primera vegada, nobles gaèlics al parlament irlandès. Va destacar especialment la creació del comtat de Tyrone, que va ser creat per a la dinastia Ui Neill en 1542. De forma molt encertada, el rei va resumir els seus esforços de reforma com, "distanciaments polítics i afables persuasions".
En la pràctica, els caps gaèlics van acceptar els seus nous privilegis però van continuar governant els seus territoris de la mateixa manera que ho havien fet en el passat. Per als Senyors Irlandesos, el monarca anglès no era més que una espècie de Lord Suprem. No obstant això, la corona anava a augmentar progressivament la pressió a través del desenvolupament d'un estat centralitzat que aviat entraria en conflicte amb el sistema gaèlic tradicional. La reforma religiosa d'Enric VIII, malgrat que no es va dur a terme de forma tan radical com a Anglaterra, va provocar també tensions, però el lord diputat Anthony St Leger va aconseguir controlar la situació concedint als principals opositors les terres confiscades als monestirs.

## Dificultats
Després de la mort del rei, els successius lords diputats d'Irlanda van comprovar que l'establiment d'un govern central a l'illa era molt més difícil que aconseguir que els lords complissin els seus pactes. La primera rebel·lió important va esclatar a Leinster en 1550, quan els O'Moore i els O'Connor van ser expulsats dels seus territoris per donar començament a la colonització dels comtats del Rei i la Reina, batejats en honor de Maria I d'Anglaterra i Felip II d'Espanya i que corresponen als actuals comtats de Laois i Offaly.
En els anys 1560, la intervenció anglesa en la disputa successòria del clan O'Neill va desencadenar una guerra entre el lord diputat Sussex i Shane O'Neill. Els caps gaèlics van continuar amb les seves guerres privades, ignorant al govern de Dublín i les seves lleis. Com a exemple, la batalla d'Affane en 1565, entre els Butler de Ormonde i els FitzGerald de Desmond, o la batalla de Farsetmore en 1567, entre els O'Donnell i els O'Neill. D'altra banda, clans com els O'Byrne i els O'Toole, van continuar amb els seus atacs contra la Palissada. No obstant això, els successos més violents van tenir lloc a Munster en les dècades de 1560, 1570 i 1580, quan els Fitzgerald de Desmond van encapçalar les Rebel·lions de Desmond contra el domini anglès. Després d'una campanya particularment cruel, en la qual es calcula va morir entorn d'un terç de la població, l'assassinat del comte de Desmond en 1583 va posar fi a la revolta.
Les raons d'aquesta violència endèmica van ser principalment dues. La primera, l'actitud agressiva i brutal dels administradors i soldats anglesos, que van executar de forma il·legal a nobles i dirigents natius o van confiscar les seves terres de forma irregular.
En segon lloc, la incompatibilitat entre la societat gaèlica i la llei anglesa. Segons les costums irlandesos, el cap de clan era triat d'un petit grup de llinatge noble denominat fine. No obstant això, durant el mandat d'Enric VIII, es va impulsar el sistema hereditari de primogenitura, la qual cosa va provocar violentes disputes entre els clans irlandesos. Finalment, importants sectors de la societat irlandesa tenien interessos personals a eliminar la presència anglesa. Entre aquests s'incloïen els mercenaris (gallowglass) i els poetes irlandesos (file), la forma de vida dels quals es veia amenaçat.

## Solucions

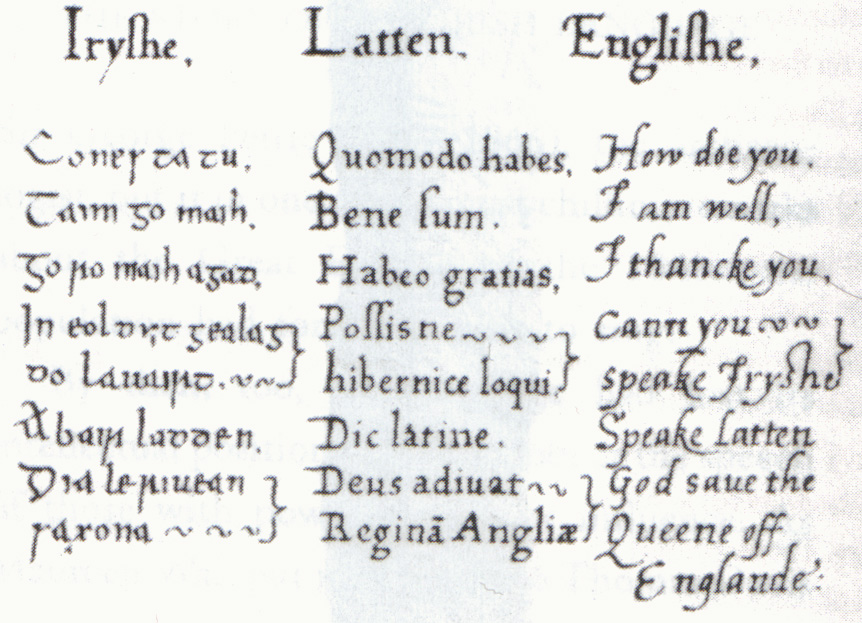
Llibre de frases multilingüe compilat per Sir Christopher Nugent per a Elisabet I d'Anglaterra.

Durant els regnats de Maria I i Elisabet I, els anglesos van tractar per tots els mitjans de pacificar Irlanda. Un dels primers mètodes emprats va ser l'aplicació d'un govern militar; així, es van enviar tropes a zones conflictives com els monts Wicklow sota el comandament de comandants denominats senescals. Els poders del senescal eren els conferits per la llei marcial, la qual cosa els permetia autoritzar execucions sense judici amb jurat. Tots els habitants de la zona governada pel senescal havia de comptar amb algun tipus de reconeixement per part del Lord local, i els "homes sense amo" podien ser assassinats. D'aquesta manera, s'esperava que els lords irlandesos controlessin els assalts realitzats pels seus propis seguidors. Tanmateix, en la pràctica, això simplement va suscitar l'antagonisme dels caps locals.
El fracàs d'aquesta política va provocar que els anglesos busquessin solucions a llarg termini per pacificar Irlanda. Una d'aquestes solucions va ser la coneguda com a Composició, mitjançant la qual es van abolir els exèrcits privats i les províncies ocupades per tropes angleses van ser posades sota el comandament de Presidents Provincials. A canvi, es concedia exempció fiscal a les principals famílies, alhora que se'ls reconeixien drets legals a rebre rendes de les famílies subordinades i arrendataris. La imposició d'aquest acord va estar marcada per una implacable violència, particularment a Connacht, on els MacWilliam Burke es van enfrontar al president provincial anglès Richard Bingham, i el seu subordinat, Nicholas Malby. La interferència del Lord President de Munster va ser una de les causes principals de les Rebel·lions de Desmond. No obstant això, aquest mètode va tenir èxit en altres zones, com a Thomond, on va rebre el suport de la dinastia governant O'Brien.
La segona solució a llarg termini va ser la Colonització, que consistia en l'establiment d'assentaments anglesos en zones del país, amb el propòsit que els colonitzadors es mantinguessin lleials a la corona i portessin l'anglès i la cultura britànica a l'illa. Les colonitzacions s'havien intentat en els anys 1550 als comtats de Laois (conegut també com a "comtat de la reina" en honor de Maria I) i Offaly, i novament a Antrim en 1570, amb un èxit limitat en ambdues ocasions. No obstant això, amb el despertar de les Rebel·lions de Desmond, grans extensions de terra a Munster van ser repoblades amb anglesos durant la colonització d'aquesta província. La major concessió de terres va ser lliurada a Walter Raleigh, que les hi va vendre a Richard Boyle, qui posteriorment es va convertir en Comte de Cork i en el súbdit més poderós de principis del període monàrquic Stuart.
Després d'un període neutral entre 1558 a 1570, el Papa Pius V va declarar Elisabet I heretge en la butlla com "Regnans in Excelsis". Això va complicar l'actuació anglesa, ja que l'autoritat de la reina per governar va ser denegada i els catòlics consideraven que els seus oficials estaven actuant fora de la llei. La majoria d'irlandesos es va mantenir dins de la fe catòlica i la butlla va donar als administradors protestants una nova raó per a accelerar la conquesta. La Segona Rebel·lió de Desmond entre 1579 i 1583 va explicar la intervenció de nombrosos efectius enviats pel papat. Després que s'establís la contrareforma catòlica i la inquisició, la religió es va convertir en un nou indicador de lleialtat a l'administració.
De fet, la perspectiva de confiscació de les terres va augmentar encara més la indignació dels irlandesos. No obstant això, aquesta indignació no es limitava als gaèlics irlandesos: també a aquells que reclamaven ser descendents dels conqueridors originals sota el regnat de Enric II d'Anglaterra, ara anomenats anglesos vells, per distingir-los dels molts administradors, capitans i colonitzadors (anglesos nous) que estaven arribant a Irlanda. Per tant, el compromís fervent cap al catolicisme estava guanyant influència majoritàriament en la comunitat d'anglesos vells.

## Crisi

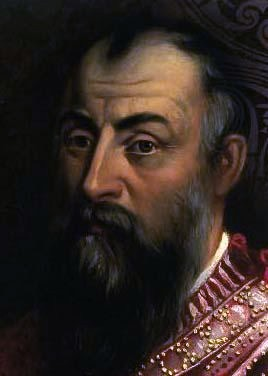
Hugh O'Neill, 2n comte de Tyrone

El punt crucial de la conquesta isabelina d'Irlanda va arribar quan les autoritats angleses van intentar estendre la seva autoritat sobre l'Ulster i sobre Hugh O'Neill, el més poderós Lord irlandès de la seva època. Inicialment semblava que O'Neill va recolzar l'acció anglesa contra el clan Maguire que havia governat el Comtat de Fermanagh. No obstant això, en 1595, O'Neill es va unir als rebels durant la guerra dels nou anys, que es va desenvolupar principalment a l'Ulster; O'Neill no volia arribar a acords amb l'autoritat anglesa, sinó eliminar-la. En termes més amplis, va ser part de la Guerra angloespanyola que va tenir lloc entre 1585 i 1604. O'Neill va aconseguir l'ajuda de diversos caps gaèlics al llarg d'Irlanda, encara que el suport més significatiu va ser el brindat per l'Imperi Espanyol, el rei del qual, Felip III d'Espanya va enviar un exèrcit de 4.000 homes que va ser derrotat en la batalla de Kinsale en 1601, que va marcar el principi de la fi. Després d'aquesta derrota, les tropes O'Neill van ser de derrota en derrota fins que, a principis de 1603 la guerra va finalitzar, i l'autoritat de la corona va ser gradualment establerta a Irlanda. O'Neill i els seus aliats van ser tractats amb generositat, considerant l'abast de la rebel·lió, podent recuperar els seus títols i propietats. Anys més tard, O'Neill i alguns dels seus partidaris van abandonar Irlanda en la «Fugida dels Comtes»; el govern anglès, tement que estiguessin planejant un nou aixecament, va proclamar traïdor O'Neill i va ordenar la confiscació dels seus territoris en l'Ulster i iniciant la coneguda com a Colonització de l'Ulster.

## Resultats
El primer i més important resultat de la conquesta va ser el desmantellament de l'estructura de clans i l'establiment d'un govern central sobre tota l'illa. La cultura irlandesa, les lleis i l'idioma van ser reemplaçats, i molts caps natius van perdre les seves terres i el seu poder. Milers de colons anglesos, escocesos, i gal·lesos van ser introduïts al país, i l'administració de la justícia va ser imposada d'acord amb la llei comuna anglesa i els estatuts del parlament irlandès.
Durant el segle xvi, les qüestions religioses van ser guanyant importància. Rebels com James Fitzmaurice Fitzgerald i Hugh O'Neill van demanar i van rebre ajuda de les potències catòliques d'Europa, justificant les seves accions per motius religiosos. No obstant això, la comunitat de la Palissada i molts dels lords irlandesos no els van considerar genuïnament motivats per la religió. Al començament del segle xvii, el país es va polaritzar entre catòlics i protestants, especialment després de l'assentament d'una gran població anglesa a Irlanda i d'escocesos presbiterians a l'Ulster.
Sota el regnat de Jaume I, després del descobriment de la Conspiració de la pólvora en 1605, es va prohibir als catòlics l'exercici de càrrecs públics. Així, els irlandesos gaèlics i els anglesos vells es van definir així mateix com a catòlics en oposició dels anglesos nous protestants. No obstant això, els nadius irlandesos (tant gaèlics com anglesos vells) van seguir sent els terratinents majoritaris al país fins a la Rebel·lió irlandesa de 1641. Després de les Guerres confederades d'Irlanda i la posterior invasió de Cromwell en 1650, els "anglesos nous" protestants van dominar el país, i després de la Revolució Gloriosa de 1688 els seus descendents van formar la coneguda com ascendència.